# José Rocchi
José Silverio Rocchi Guzmán (Puebla, México; 16 de julio de 1988) es una personalidad de televisión y modelo mexicano, que jugó profesionalmente al fútbol en su país y en el extranjero.

## Trayectoria en el fútbol
Rocchi surgió de las fuerzas básicas del Puebla F.C., desde donde llegó a la selección de fútbol sub-17 de México. Pudo jugar dos partidos como profesional con la escuadra poblana en 2006, antes de partir a España para incorporarse al Barcelona Atletic, donde no ocupó ficha de extranjero al poseer la nacionalidad italiana gracias a su herencia familiar.
El club lo cedió una temporada al C.D. Masnou -que a la sazón militaba en la Tercera División- y luego lo envió a realizar la pretemporada en el UDA Gramenet, antes de incorporarlo a su plantel. 
Fue repatriado a México por los Lobos de la BUAP en 2008, pero en julio de 2009 volvió a abandonar su país para unirse al Vicenza de la Serie B de Italia.
En el verano de 2011, ya desvinculado del club italiano, actuó en la pretemporada del Independiente de Medellín, pero finalmente no fue contratado por la institución colombiana. 
En 2013 reapareció jugando en el Cerro de la máxima categoría profesional uruguaya.
Tras esa experiencia sudamericana, se incorporó al Tiburones Rojos de Veracruz, donde estuvo hasta finales de 2016 pero sin haber jugado ningún partido.
El Real Madriz de la Primera División de Nicaragua lo intentó fichar como refuerzo para el Apertura 2017, pero el portero terminó incorporándose al Mons Calpe de la Gibraltar Football League, donde finalmente se retiraría.

### Clubes
| Club                        | País      | Año        |
| --------------------------- | --------- | ---------- |
| Puebla                      | México    | 2006       |
| Club Deportiu Masnou        | España    | 2006-2007  |
| Barcelona Atletic           | España    | 2007-2008  |
| Lobos de la BUAP            | México    | 2008-2009  |
| Vicenza                     | Italia    | 2009-2011  |
| Cerro                       | Uruguay   | 2013- 2014 |
| Tiburones Rojos de Veracruz | México    | 2014-2016  |
| Mons Calpe                  | Gibraltar | 2017-2018  |

## Carrera en el espectáculo
En 2018 participó de la segunda temporada del reality show de competencias deportivas Reto 4 Elementos de Televisa. Dos años más tarde volvió a la televisión para participar de la primera temporada de Guerreros, otro programa similar al anterior y también producido por Televisa.
Fue bailarín en dos ediciones de Las Estrellas Bailan en Hoy, fue uno de los galanes de Por Amor o Por Dinero de Telemundo y fue una de las celebridades que participó de Hotel VIP en Canal 5.
También se desempeñó como modelo independiente de fotografía erótica a través de la plataforma OnlyFans.
En enero de 2024 se presentó al draft de la  Américas Kings League -una liga profesional de fútbol 7 diseñada para ser transmitida vía streaming-, siendo seleccionado por el equipo West Santos FC. Sin embargo una lesión que sufrió al mes siguiente lo dejó fuera de la competición. Al no poder volver a su equipo, se incorporó como participante al reality show de aventuras La isla: Desafío Grecia y Turquía, transmitido por TV Azteca.
En 2025 debutó como actor de teatro, siendo uno de los protagonistas de la obra Alta traición en el Centro Teatral Manolo Fabregas de la CDMX.

### Filmografía
| Año  | Título                                            | Rol      | Resultado                                        |
| ---- | ------------------------------------------------- | -------- | ------------------------------------------------ |
| 2018 | Reto 4 Elementos: Nada será igual                 | Él mismo | 3.er finalista                                   |
| 2020 | Guerreros México 2020                             | Él mismo | Ganador                                          |
| 2021 | Las Estrellas Bailan en Hoy                       | Él mismo | Concursante junto a Michelle Vieth; 5° Finalista |
| 2021 | Por Amor o Por Dinero                             | Él mismo | Concursante; 2° Eliminado                        |
| 2022 | Las Estrellas Bailan en Hoy: Campeón de Campeones | Él mismo | Concursante junto a Sugey Ábrego; 4° eliminados  |
| 2023 | Hotel VIP                                         | Él mismo | 10° Eliminado                                    |
| 2024 | La isla: Desafío Grecia y Turquía                 | Él mismo | 13° Eliminado                                    |